# FINA Water Polo World Cup 1981
La Coppa del Mondo maschile di pallanuoto 1981 è stata la seconda edizione della manifestazione che veniva organizzata ogni due anni dalla FINA fino al 1999, per poi passare a cadenza quadriennale a partire dal 2002.
Le otto squadre invitate erano incluse in un unico grande girone in cui ciascuna affrontava tutte le altre una sola volta, per un totale di 7 partite per ogni squadra. Le partite si disputarono a Long Beach (California).

## Squadre partecipanti
Le squadre sono elencate in ordine alfabetico.
- Australia
- Bulgaria
- Cuba
- Jugoslavia
- Spagna
- Stati Uniti
- Ungheria
- Unione Sovietica

## Classifica
|    | Squadra          | Punti | G | V | N | P | GF | GS | DR  |
| -- | ---------------- | ----- | - | - | - | - | -- | -- | --- |
| 1. | Unione Sovietica | 13    | 7 | 6 | 1 | 0 | 66 | 34 | +32 |
| 2. | Jugoslavia       | 11    | 7 | 5 | 1 | 1 | 66 | 50 | +16 |
| 3. | Cuba             | 9     | 7 | 4 | 1 | 2 | 51 | 56 | –5  |
| 4. | Stati Uniti      | 8     | 7 | 3 | 2 | 2 | 57 | 42 | +15 |
| 5. | Spagna           | 7     | 7 | 2 | 3 | 2 | 51 | 47 | +4  |
| 6. | Ungheria         | 6     | 7 | 3 | 0 | 4 | 64 | 56 | +8  |
| 7. | Australia        | 2     | 7 | 1 | 0 | 6 | 47 | 66 | –19 |
| 8. | Bulgaria         | 0     | 7 | 0 | 0 | 7 | 37 | 87 | –50 |

## Risultati
|                  | Unione Sovietica (bandiera) | Jugoslavia (bandiera) | Cuba (bandiera) | Stati Uniti (bandiera) | Spagna (bandiera) | Ungheria (bandiera) | Australia (bandiera) | Bulgaria (bandiera) |
| ---------------- | --------------------------- | --------------------- | --------------- | ---------------------- | ----------------- | ------------------- | -------------------- | ------------------- |
| Unione Sovietica |                             | 10 – 6                | 8 – 3           | 6 – 5                  | 5 – 5             | 7 – 5               | 15 – 6               | 15 – 5              |
| Jugoslavia       | 6 – 10                      |                       | 11 – 6          | 7 – 7                  | 10 – 9            | 11 – 10             | 6 – 4                | 15 – 4              |
| Cuba             | 3 – 8                       | 6 – 11                |                 | 10 – 9                 | 7 – 7             | 9 – 8               | 9 – 7                | 7 – 6               |
| Stati Uniti      | 5 – 6                       | 7 – 7                 | 9 – 10          |                        | 4 – 4             | 12 – 7              | 9 – 5                | 11 – 3              |
| Spagna           | 5 – 5                       | 9 – 10                | 7 – 7           | 4 – 4                  |                   | 6 – 11              | 7 – 3                | 13 – 7              |
| Ungheria         | 5 – 7                       | 10 – 11               | 8 – 9           | 7 – 12                 | 11 – 6            |                     | 12 – 7               | 11 – 4              |
| Australia        | 6 – 15                      | 4 – 6                 | 7 – 9           | 5 – 9                  | 3 – 7             | 7 – 12              |                      | 15 – 8              |
| Bulgaria         | 5 – 15                      | 4 – 15                | 6 – 7           | 3 – 11                 | 7 – 13            | 4 – 11              | 8 – 15               |                     |